# Elaphoglossum parduei
Elaphoglossum parduei är en träjonväxtart som beskrevs av John T. Mickel. Elaphoglossum parduei ingår i släktet Elaphoglossum och familjen Dryopteridaceae. Inga underarter finns listade.